# Vuurtoren Arngast

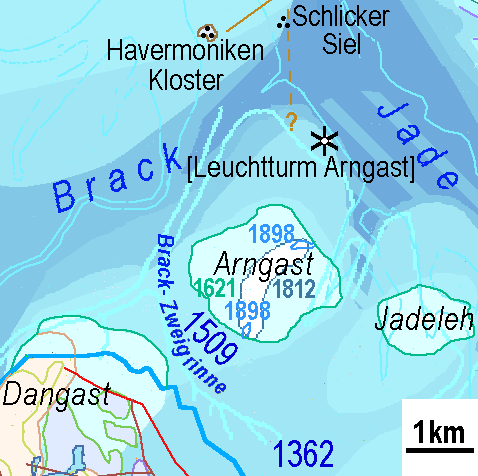
Kaart met locatie vuurtoren

De vuurtoren Arngast ligt op de zandbank Arngast midden in de Jadeboezem in het noorden van Duitsland. Hij werd in de jaren 1909-1910 gebouwd voor de aansturing van Wilhelmshaven en voor oriëntatie in de Jadeboezem. Bovendien fungeert de vuurtoren ook als oriëntatie in de vaarwateren (ton- en prikkenwegen) naar Varel en Dangast.
Na het aanbrengen van 112 zware houten palen (elk ongeveer 8 meter lang en 30 cm in diameter) werd de 36 meter hoge en aan de basis 8,5 meter brede stalen constructie opgericht. Naast de vuurtoren Roter Sand is het een van de bekendste en meest traditionele vuurtorens langs de Duitse Noordzeekust. Het gebouw werd in 2003 in het register van cultuurmonumenten opgenomen. De toren is nog steeds in bedrijf. In 1968 werd de vuurtoren van een onderzeese kabel voorzien voor de levering van stroom en volledig geautomatiseerd en als onderdeel van de vuurtorenketen op de Noordzee geïntegreerd. De laatste vuurtorenwachter ging in hetzelfde jaar met pensioen.
De vuurtoren telt zeven etages en twee kelderniveaus. In de kelder was de verwarming en een kleine werkplaats en helemaal onderin een waterbassin. De machinekamer was op de begane grond en direct daarboven stonden de accu's opgesteld. Verder naar boven lagen de woonruimte, de keuken en slaapruimte voor de vuurtorenwachter. Verder zijn er nog twee opslagruimten.
Vanuit Dangast en Wilhelmshaven kunnen excursies geboekt worden om met een schip rond de vuurtoren te varen. Meestal worden bij dergelijke excursies ook andere attracties en bezienswaardigheden aangedaan, zoals de tankersteiger en de marinehaven in Wilhelmshaven en de zeehondenkolonies op de Jade.